# Blokschip

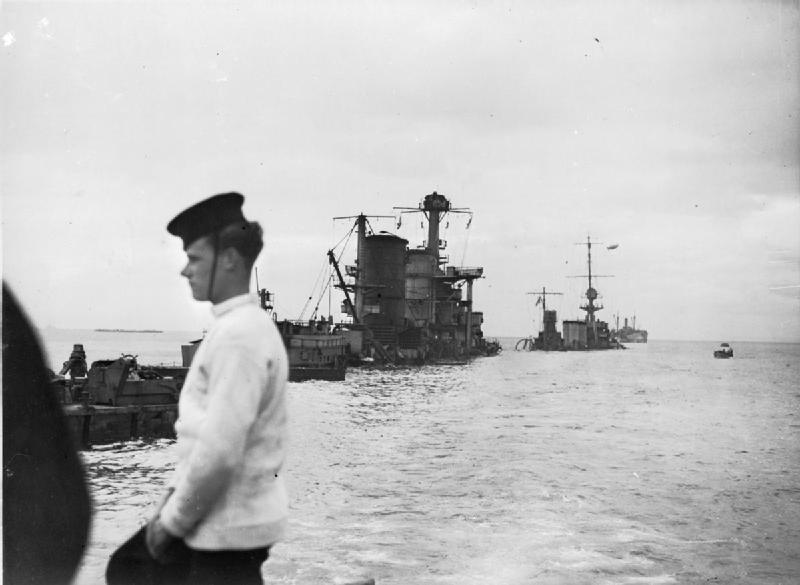
HrMs Sumatra en erachter HMS Durban als blokschepen voor de kust van Normandië

Een blokschip is een vaartuig om de toegang tot een haven of de doorgang door een waterweg af te sluiten.
Het schip kan zijn verankerd en bewapend, maar kan ook gezonken zijn om op deze wijze de doorgang te blokkeren. Nederland bracht op 14 mei 1940 twee schepen, de oude mijnenveger Hr. Ms. M 3 en het stoomschip Jan Pieterszoon Coen tussen de pieren van IJmuiden tot zinken om de toegang tot het Noordzeekanaal te blokkeren. 
Blokschepen zijn ook gebruikt bij de aanleg van de kunstmatige havens bij de kust van Normandië, de Mulberryhavens. Hier dienden zij als tijdelijke afsluiting om beschutting te bieden voor kleinere schepen die in deze havens kwamen lossen. Een van de blokschepen was de oud-Nederlandse kruiser Sumatra. 